# 자업자득 (노래)
〈자업자득〉(自業自得 지고지토쿠[*])는 일본의 여성 아이돌 그룹 사쿠라자카46의 노래. 2024년 6월 26일에 사쿠라자카46의 아홉 번째 싱글로 소니 레코드에서 발매되었다.

## 개요
- 사쿠라자카46에 개명 후 전작인 〈몇 살 때로 돌아가고 싶은가?〉 발매 이후 4개월 만에 발매되는 아홉 번째 싱글이다.

### 내용주
1. ↑  케야키자카46 명의의 싱글 18번째(전달 한정 싱글 2곡을 포함)이다.